# Summer (film, 2015)
Pour les articles homonymes, voir Summer.
Pour plus de détails, voir Fiche technique et Distribution.
Summer (The Summer of Sangailé) est un film lituanien réalisé par Alanté Kavaïté, sorti en 2015.
Le film a été sélectionné comme entrée lituanienne pour l'Oscar du meilleur film en langue étrangère à la 88e cérémonie des Oscars qui a eu lieu en 2016.
Après Écoute le temps sorti en 2006, c'est le second long métrage d'Alanté Kavaïté.

## Fiche technique
- Titre original : Sangailes vasara
- Titre international : The Summer of Sangailé
- Titre alternatif: Summer / Sangaïlé
- Réalisation : Alanté Kavaïté
- Scénario : Alanté Kavaïté
- Directeur de la photographie : Dominique Colin
- Musique : Thomas Jamois
- Producteur : Zivile Gallego, Antoine Simkine
  - Producteur délégué : Marleen Slot
- Société de production : Les Films d'Antoine, en association avec Cofinova 9
- Distributeur :
- Pays d'origine :  Lituanie
- Genre : Drame et romance
- Durée : 88 minutes (1 h 28)
- Dates de sortie : 
  -  États-Unis : 22 janvier 2015 (Festival du film de Sundance)
  -  Allemagne : 7 février 2015 (Berlin International Film Festival)
  -  Lituanie : 29 mars 2015 (Festival international du film de Vilnius)
  -  France : 29 juillet 2015
- Classification :
  -  France : tous publics[2]

## Distribution
- Julija Steponaityte : Sangaïlé
- Aistė Diržiūtė : Auste
- Jurate Sodyte : la mère de Sangaïlé
- Martynas Budraitis : le père de Sangaïlé
- Laurynas Jurgelis
- Nelė Savičenko
- Gaile Butvilayte
- Salkauskaite Inga

## Accueil critique
- Summer figure à la 9e place du « Top Ten 2015 » de la rédaction des Cahiers du cinéma[3].
- Le film connait des critiques positives comme chez aVoir-aLire ou par exemple France inter qui déclare que c'est « un très joli film »[4].

## Distinctions
- Summer a obtenu le prix de la mise en scène au Festival du film de Sundance 2015.

## Lieux de tournage
Apskritis de Vilnius, Lituanie.

## Radiographie
- Cinéma : Alanté Kavaïté, réalisatrice de « Summer », Radio France internationale, 29 juin 2015.